# Védjegylicencia-szerződés
A védjegylicencia-szerződés a védjegy használatára kötött szerződés. Magyarországon  az 1997. évi XI. törvény (a védjegytörvény) IV. fejezete (Használati szerződés) szabályozza. (A köznyelvben inkább a "licenc" formában használják.)

## A magyar szabályozás
Használati szerződés (védjegylicencia-szerződés) alapján a védjegyoltalom jogosultja engedélyt ad a védjegy használatára, a használó pedig köteles ennek fejében díjat fizetni.
A használati szerződés tartalmát a felek szabadon állapítják meg. Semmis azonban a használati szerződés, ha annak teljesítése a fogyasztók megtévesztését eredményezhetné.

## A felek jogai és kötelezettségei
A védjegyjogosult a használati szerződés egész tartama alatt köteles helytállni azért, hogy harmadik személynek nincs a védjegyre vonatkozó olyan joga, amely a használatot akadályozza vagy korlátozza. Erre a helytállási kötelezettségre a Polgári Törvénykönyvnek a jogszavatosságra irányadó szabályait kell megfelelően alkalmazni azzal az eltéréssel, hogy a használó elállás helyett a szerződést azonnali hatállyal felmondhatja.
A védjegyjogosult köteles a használót a védjegyre vonatkozó jogokról és fontos körülményekről tájékoztatni, a védjeggyel kapcsolatos gazdasági, műszaki és szervezési ismereteket és tapasztalatokat azonban csak akkor köteles átadni, ha ebben kifejezetten megállapodtak.
A védjegyjogosult a használónál ellenőrizheti a védjeggyel ellátott áruk, illetve a védjegy alatt nyújtott szolgáltatások minőségét.
A használati szerződés minden időbeli és területi korlát nélkül, az árujegyzékben szereplő valamennyi árura, illetve szolgáltatásra, a használat minden módjára és mértékére kiterjed.
A használati szerződés csak kifejezett kikötés esetén ad kizárólagos jogot. Kizárólagos használati engedély esetén a jogszerző használón kívül a védjegyjogosult is használhatja a védjegyet, kivéve, ha azt a szerződésben kifejezetten kizárták. A védjegyjogosult - a licenciadíj arányos csökkentése mellett - megszüntetheti a használati engedély kizárólagosságát, ha a használó az adott helyzetben elvárható időn belül nem kezdi meg a védjegy használatát.
A használó az engedélyt harmadik személyre csak akkor ruházhatja át, illetve csak akkor adhat harmadik személynek további engedélyt a védjegy használatára, ha ezt a védjegyjogosult kifejezetten megengedte.

## A használati szerződés megszűnése
A használati szerződés a jövőre nézve megszűnik a szerződésben megállapított idő vagy a szerződésben meghatározott körülmények bekövetkeztével, valamint akkor, ha a védjegyoltalom megszűnt.

## A használati szerződésre vonatkozó rendelkezések jellege
A felek a használati szerződésre vonatkozó rendelkezésektől egyező akarattal eltérhetnek, ha jogszabály az eltérést nem tiltja.

## Az európai uniós védjegyjogban
Az európai védjegy  használatára engedély adható a Közösség egésze vagy egy része, illetve az árujegyzékben szereplő áruk, illetve szolgáltatások egésze vagy egy része tekintetében. A használati engedély lehet kizárólagos vagy nem kizárólagos.